# Kristina Đukić
Kristina Đukić (en serbe en écriture cyrillique : Кристина Ђукић ; 25 juillet 2000 – 8 décembre 2021), plus connue sous son pseudonyme Kika (en serbe en écriture cyrillique : Кика, stylisé comme K1KA), est une YouTubeuse et streameuse serbe.
Née à Belgrade en 2000, Kika commence sa carrière solo sur YouTube en 2015. Au départ, elle a enregistré du contenu lié à Minecraft, mais passe à Grand Theft Auto V, Counter-Strike: Global Offensive et League of Legends. Elle est la cible de cyberharcélement. La mort de Kika est annoncée au public le 9 décembre 2021 ; elle a fait soupçonner qu'elle s'était suicidée, bien que sa mère affirme qu'elle est victime d'un meurtre.

## Carrière sur Internet
Avant d'ouvrir sa chaîne YouTube personnelle, elle en avait une autre avec son amie Katy qui s'appelait « Kika et Katy ». Kika a d'abord déclaré qu'elles avaient arrêté de travailler ensemble pour des raisons privées, mais a ensuite confirmé qu'ils s'étaient disputées. Kika a lancé sa chaîne en mars 2015 où elle a commencé à publier du contenu Minecraft. Considérant le fait qu'elle était l'une des rares YouTubeuses serbes à l'époque, elle a réussi à attirer l'attention et en moins d'un mois, elle avait atteint mille abonnés. À un moment donné, sa chaîne a connu la croissance la plus rapide dans la région des Balkans et, en moins d'un an, elle a rassemblé 50 000 abonnés. Elle a ensuite élargi son contenu à Grand Theft Auto V et Counter-Strike: Global Offensive, ce qui lui a apporté plus de popularité. Kika avait également enregistré des vidéos de réaction et des Vlogs. Les vidéos avec sa mère étaient extrêmement populaires, un certain nombre d'entre elles avaient même atteint des millions de vues. Kika a également lancé plus tard un compte Twitch, où elle a principalement diffusé en direct son activité surLeague of Legends. Elle avait publié son seul clip vidéo en 2019. Kika était également impliquée dans l'e-sport et était connue pour ses compétences dans Counter-Strike: Global Offensive ; elle avait également participé à des tournois de e-sport,. Elle faisait également partie de plusieurs organisations d'e-sports.
Kika avait reçu une attention nationale après avoir été impliquée dans une polémique en ligne avec le Youtubeur serbe Baka Prase en 2019,.   Ils s'étaient également disputés dans une émission télévisée diffusée sur Prva. Peu de temps après, Kika est devenue la cible de cyberharcèlement de la part de Baka Prase et de ses partisans,, ce qui aurait détérioré sa santé mentale,.

## Vie personnelle
Kika est née le 25 juillet 2000 à Belgrade,, où elle a terminé l'école primaire. Elle s'est inscrite à un cours d'ingénierie à l'école de commerce de Belgrade, mais a changé pour une école de commerce. Kika s'est vu proposer de participer à la série télévisée Sinđelići, bien qu'elle ait décliné l'offre ; elle a déclaré plus tard que « rejeter le rôle était la pire décision de ma carrière ».

### Mort
Le 9 décembre 2021, il a été révélé au public que Kika était décédée la veille,. Bien que cela n'ait pas été révélé au début, la police a confirmé que son corps a été retrouvé vers 11h40 dans son appartement, avec des médicaments, ce qui a fait soupçonner qu'elle s'est suicidée,,. Ses funérailles ont eu lieu le 14 décembre,. En juillet 2022, le tribunal public avait conclu que son décès avait été causé par une surdose de MDMA et de bromazépam. Dans une vidéo datant du 23 juillet 2022, la mère de Kika avait affirmé que Kika avait été assassinée. Elle avait également noté que la lettre d'adieu de Kika avait été écrite par une personne inconnue sur son ordinateur un jour après sa mort. Baka Prase avait ensuite publié une vidéo dans laquelle il affirme être d'accord avec la mère de Kika et énonçait une théorie similaire concernant sa mort.
En raison de son implication dans le cyberharcèlement qui a eu lieu en 2019, Baka Prase a ensuite été arrêtée et envoyée en garde à vue. Il a été libéré plus tard le même jour,. L'Association indépendante des journalistes de Serbie (NUNS) a fermement condamné le « reportage honteux sur la personne qui s'est suicidée » et a déclaré que de nombreux médias auraient violé le Code des journalistes de Serbie.